# Confetto di Sulmona
Il confetto di Sulmona è una specialità dolciaria tipica della città di Sulmona in provincia dell'Aquila dove esiste la più antica fabbrica del dolce.
Il confetto ha una storia antica; la sua fabbricazione intesa come moderna risale al XV secolo, mentre si è evoluta come lavorazione artistica già a cominciare dallo stesso secolo.
Oltre alle mandorle prodotte nella valle Peligna e in Abruzzo vengono adoperate quelle provenienti dalla Sicilia, raccolte tra le province di Siracusa, in particolare la rinomata mandorla Pizzuta di Avola, e Ragusa.
Il Ministero delle politiche agricole alimentari e forestali ha inserito il confetto prodotto a Sulmona nella lista dei Prodotti agroalimentari tradizionali italiani.

## Storia
Secondo leggende, il confetto sarebbe stato prodotto già ai tempi della conquista romana nella valle Peligna (I secolo a.C.). Fonti certe però dimostrano che una piccola bottega artigianale sorgesse, nel XV secolo, presso il monastero di Santa Chiara, e che addirittura le monache si cimentassero in questa arte. Nel XX secolo il confetto sulmonese vede il suo periodo di decisivo sviluppo economico, con la costruzione di molte fabbriche (alcune di età ottocentesca), tra le quali spicca la Fabbrica Pelino.

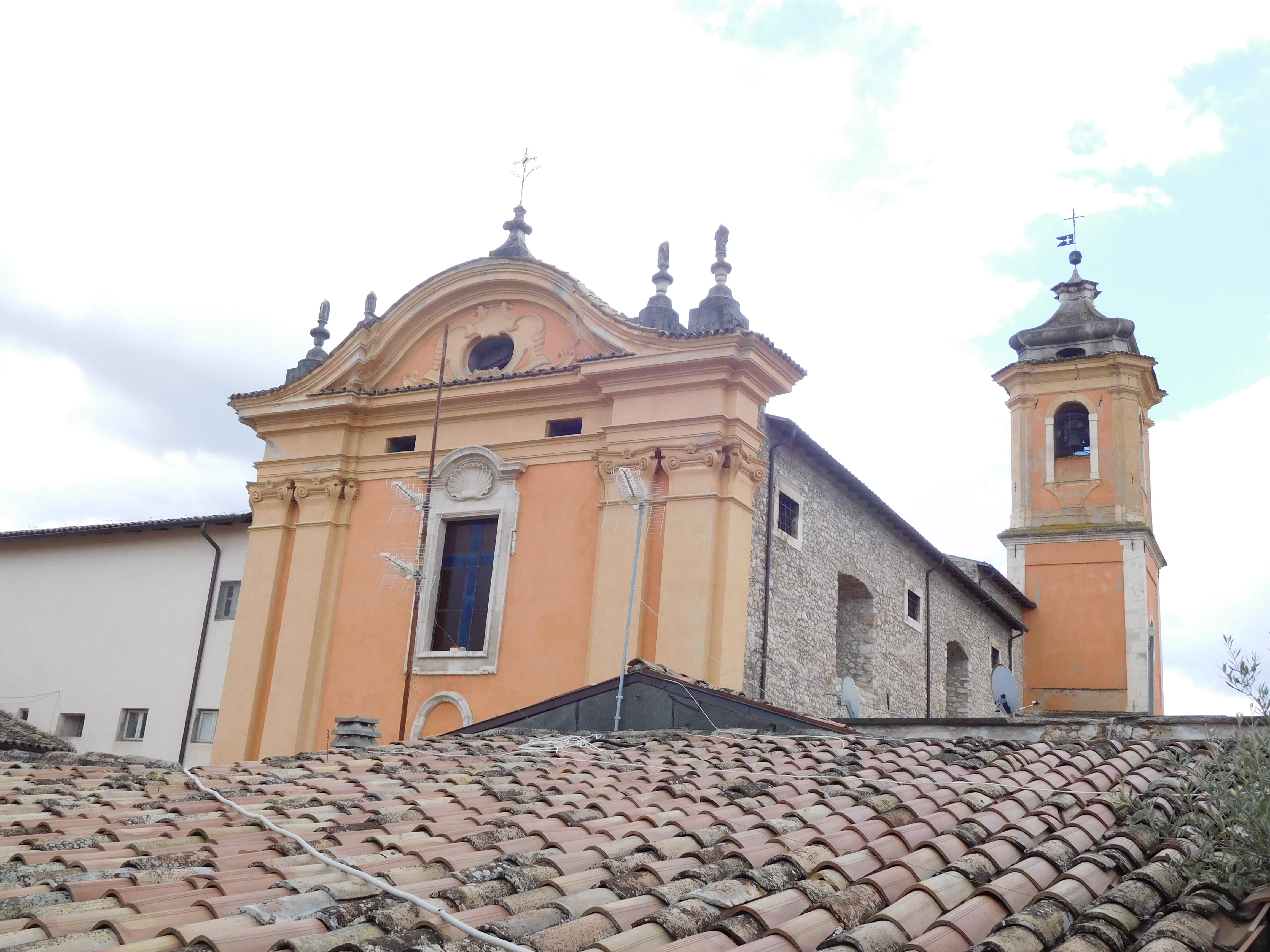
Convento di Santa Chiara, Sulmona

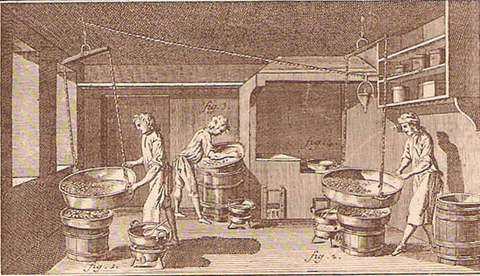
Un'antica fabbrica di confetti, incisione settecentesca

In occasione del matrimonio nobile di William d'Inghilterra e Kate Middleton, la fabbrica Pelino ha spedito in dono di nozze una confezione speciale di confetti. A partire dagli anni '60,  con la produzione industriale, la fabbrica vecchia di Introdacqua è stata dismessa per la costruzione di un edificio in una locazione più strategica  per la produzione. Tuttavia le politiche locali hanno saputo conservare la tradizione, assieme ai discendenti Pelino, affinché la storica fabbrica, oltre a funzionare, divenisse un museo pieno di oggetti e filmati che raccontano la loro storia

## Descrizione
Esistono varie tipologie di confetti sulmonesi, i più caratteristici dei quali sono formati da mazzi di fiori variopinti, oppure margherite o papaveri. Inoltre ogni confetto di ciascun mazzo ha varie tipologie di gusto, dal cioccolato al caramello, dalla mela all'arancia. 
Vi sono anche sculture o varie raffigurazioni di piante o antropomorfe, realizzate su commissione del cliente, oppure sculture di confetti che rievocano i personaggi fantastici in voga nella moda giovanile.
Colori

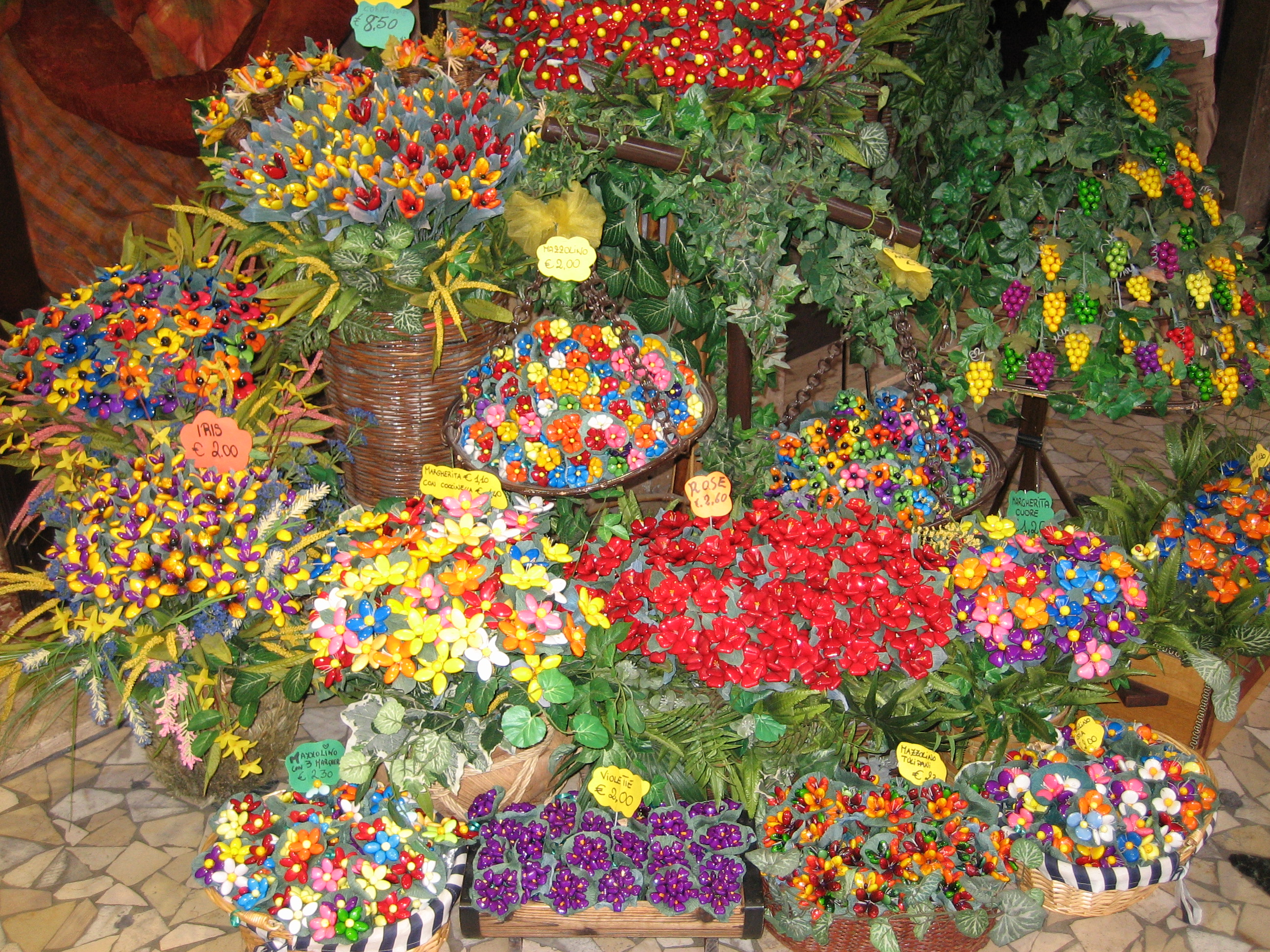
Mazzi di fiori a confetti, nel centro storico sulmonese

Vengono utilizzati particolari colori per i confetti regalati in dono, per particolari ricorrenze.
- Bianco: utilizzati per il matrimonio
- Rosa: nascita e primo anniversario di matrimonio
- Celeste: battesimo e prima comunione
- Rosso: laurea
- Verde: Nozze di Bronzo

La città di Sulmona nel centro storico ha varie botteghe di confetti, la più nota e antica è la Bottega "Mario Pelino", seguita dalla Bottega Di Carlo, la Bottega "L'Unica" (1932) e la Bottega Panfilo Rapone.
Le mandorle sono coperte da uno sciroppo di zucchero bianco oppure colorato, fatte girare in bassine di rame fino al completamento della confettatura. Le mandorle sono pulite e lavorate, inserite nelle cosiddette "bassine", che possono avere forme geometriche diverse, a seconda del tipo di rotazione. Sottoposte ad asciugatura con aria calda, l'acqua evapora e viene lasciato uno strato uniforme di zucchero sul cuore della mandorla. Il confetto sulmonese non viene preparato con l'uso di farine e amido, e la particolarità risiede nella qualità della mandorla stessa, e nell'involucro avvolgente, che viene lucidato nella fase finale

## Il Museo del Confetto - Fabbrica Pelino

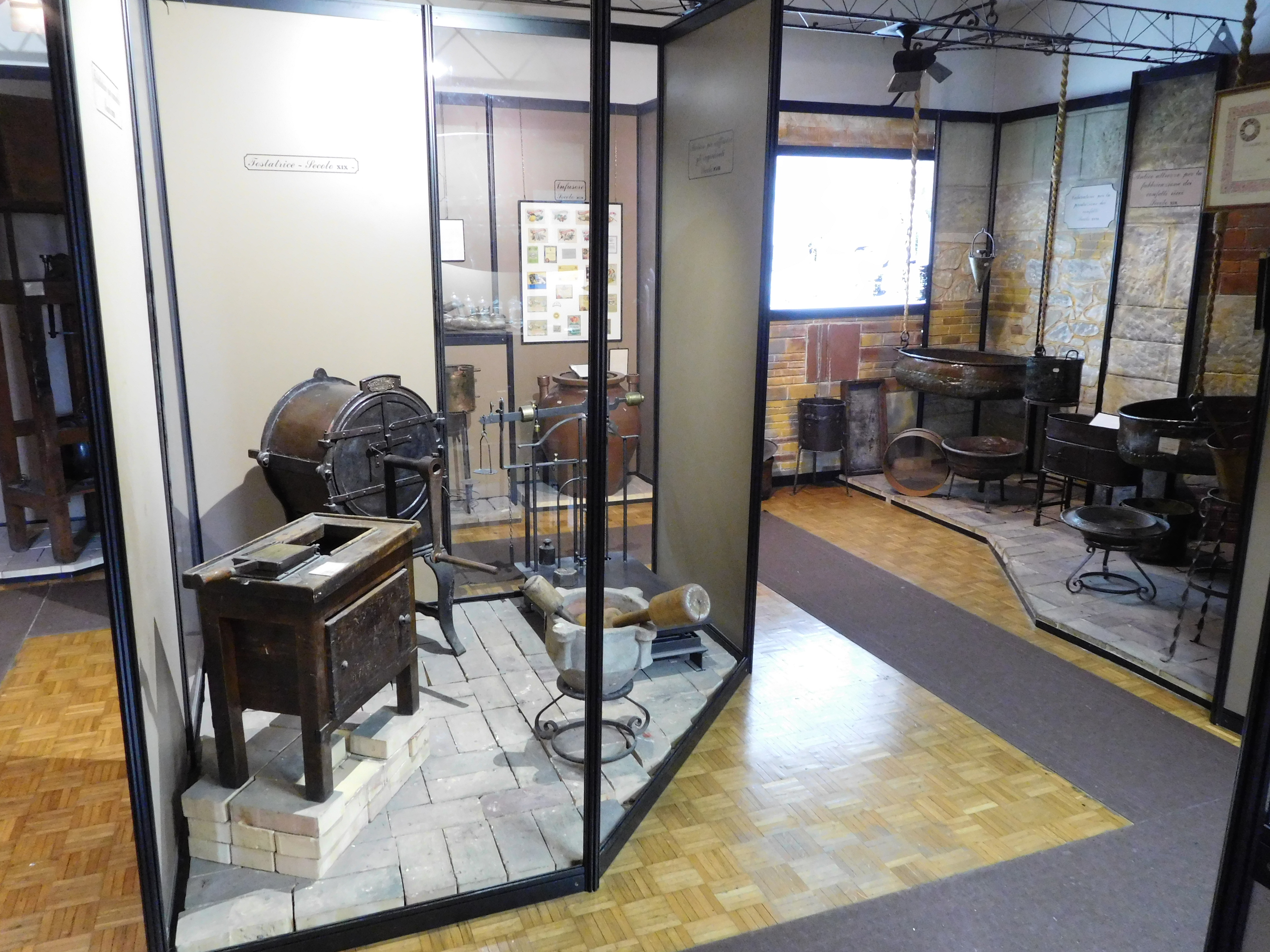
Interno del Museo Pelino

Il museo è stato istituito presso l'antico edificio che era la fabbrica istituita dal Cav. Mario Pelino nel 1783 per la produzione di confetti, ricostruito poi nel XIX secolo, e trasferitosi in un moderno impianto industriale nella seconda metà del Novecento. Il Museo fu istituito dalla stessa famiglia Pelino nel 1988.
Il museo posto su due piani dello stabilimento espone oltre ai vari premi vinti ed a varie confezioni di confetti espone tutti i macchinari per la produzione industriale di confetti dalla fondazione dello stabilimento nel XIX secolo ad oggi.
Nella prima sala al piano terra, è riprodotta idealmente l'antico stabilimento industriale con macchinari d'epoca otto-novecenteschi, i caldari di ferro, le presse, i torchi. I macchinari utilizzati per la fabbricazione seguono una loro storica, dalla fine del Settecento fino agli anni '50 del Novecento; interessante un macchinario originale, impiantato nel 1893, presso l'edificio che fu realizzato a ridosso del fiume Gizio.